# Tricheilostoma broadleyi
Tricheilostoma broadleyi – gatunek węża z podrodziny Epictinae w rodzinie węży nitkowatych (Leptotyphlopidae).
Gatunek ten osiąga długość od 73,5 cm do 115,5 cm.  
Występuje na terenie Wybrzeża Kości Słoniowej w departamencie Toumodi w okolicy miast Lamto i Tomoudi na wysokości od 300 do 500 metrów nad poziomem morza.